# النقل في تركيا

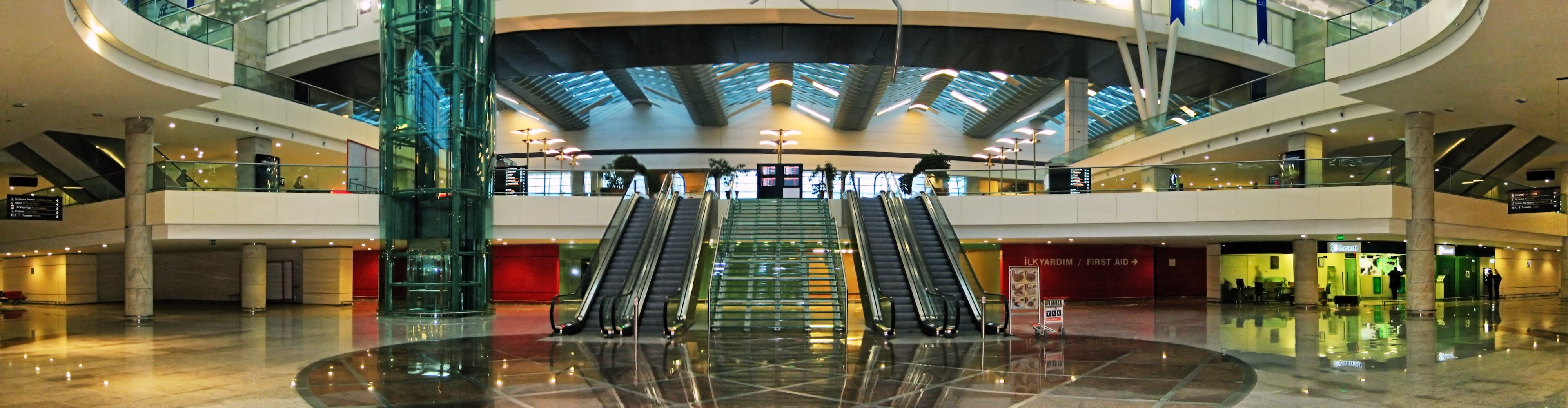
مطار ايسنبوجا في أنقرة.

تتمتع تركيا بموقع مهم بين قارتي آسيا وأوروبا يعطي أهمية كبيرة لقطاع المواصلات من الجهة الاقتصادية. أدخل قطاع الطرق على سبيل المثال على الدولة ما مجموعه حوالي 1,4 مليار دولار (1999) من رسوم وضرائب مطبقة على استخدام الطرق خاصة الدولية منها. تتركز الحركة البرية على الطرق، بينما تستخدم السكك الحديدية لمسافات معينة وعادة لنقل البضائع. تبلغ نسبة الاستثمار الحكومي في قطاع المواصلات والاتصالات ما نسبته 27,3% من نسبة الاستثمار الحكومي العام، مما يدل على أهمية هذا القطاع، ومثل ما نسبته 14% من الناتج القومي الإجمالي للدولة حسب إحصاءات عام 2000.
يبلغ مجموع الطرق البرية 413,724 كم، منها 1,800 كم طرق سريعة و 62,000 كم طرق عادية و 350,000 كم ما يسمى بطرق قروية. أهم الطرق البرية هي تلك التي تربط إسطنبول بأنقرة (O-4)، طريق غازيانتب - أضنة (O-52)، الطرق الساحلية (O-31 و O-32) الذي تربط ازمير بالمدن الساحلية الجنوبية وطريق ازمير - مانيسا. تم نقل 89,2% من مجموع حركة البضائع على الطرق في عام 2000. تستخدم حركة الحافلات لنقل الركاب بين المدن للمسافات المتوسطة والطويلة.

## السكك الحديد

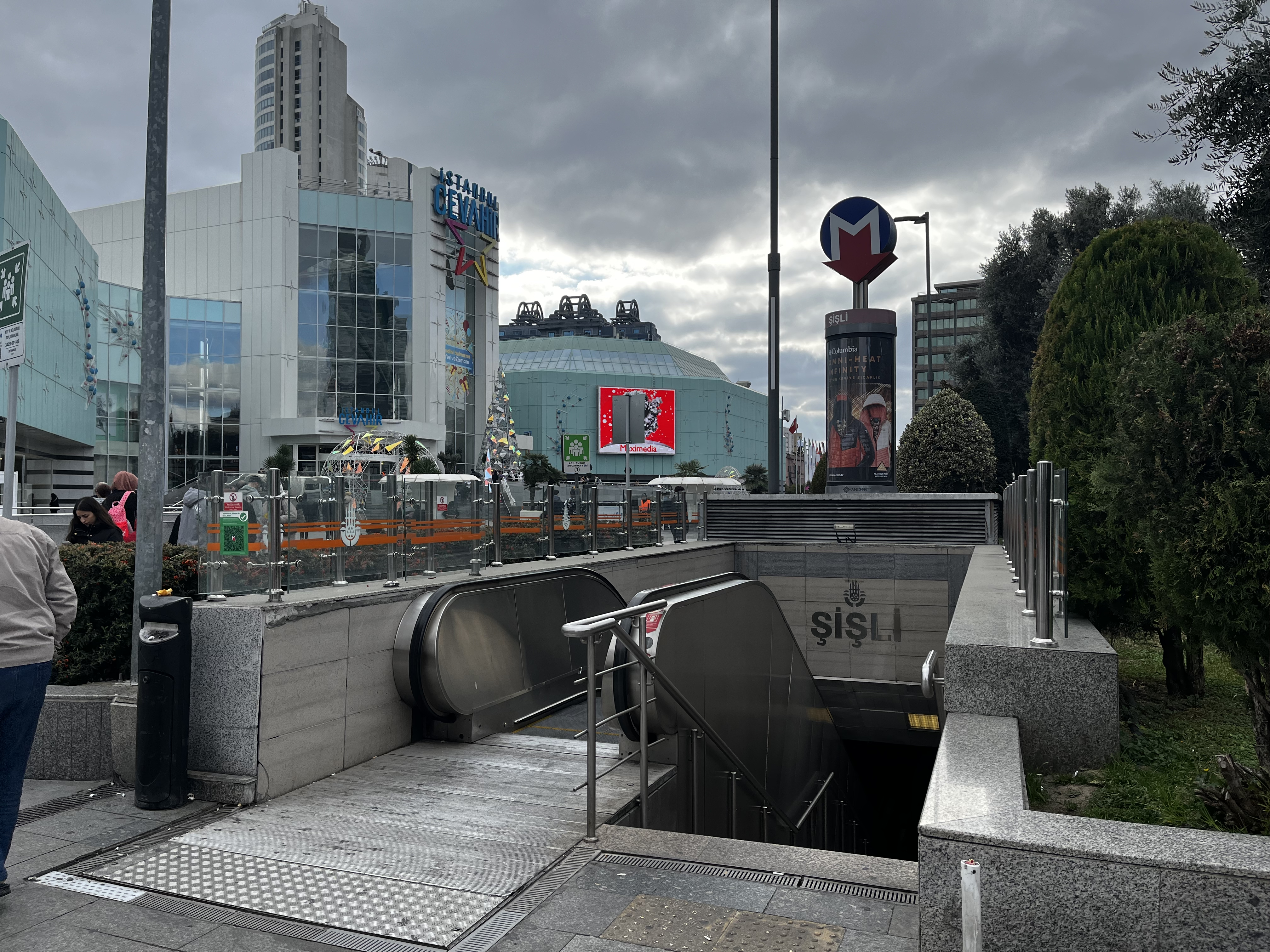
مدخل محطة لمترو سيسلي في أسطنبول أمام جواهر أسطنبول، ومركز التسوق الأكبر في أوروبا.

السكك الحديدية التركية TCDD وهي مملوكة للحكومة، ومقرها في أنقرة. تأسست TCDD في 1 يونيو 1927 من قبل الحكومة التركية لتولي إدارة خطوط السكك الحديدية الموجودة داخل حدود الجمهورية التركية بعد تفكك الدولة العثمانية.
سكك حديد الدولة التركية تملك وتشغل جميع خُطوط السكك الحديدية الحكومية في تركيا. اعتبارًا من عام 2008، 10991 كم (6829 ميل) من السكك الحديدية مما يجعلها من أكبر أنظمة السكك الحديدية في المركز 22 عالميًا. في عام 2009، نقلت خطوط السكك الحديدية التركية 17,105,353 طن من البضائع و7,118,699 راكب مما يجعلها من أكبر خطوط سكك الحديد في العالم في المرتبة 33 من حيث النقل. اعتبارًا من عام 2009، تمتلك خطوط السكك الحديدية التركية الدولة 25,593 شخص.
تمتلك خطوط السكك الحديدية التركية شركات أو أسهمها في مناطق أخرى. كل هذه الشركات تعمل في مجال نقل السكك الحديدية. تعتبر خطوط السكك الحديدية التركية عضوًا في InterRail منذ 1994.

## المطارات

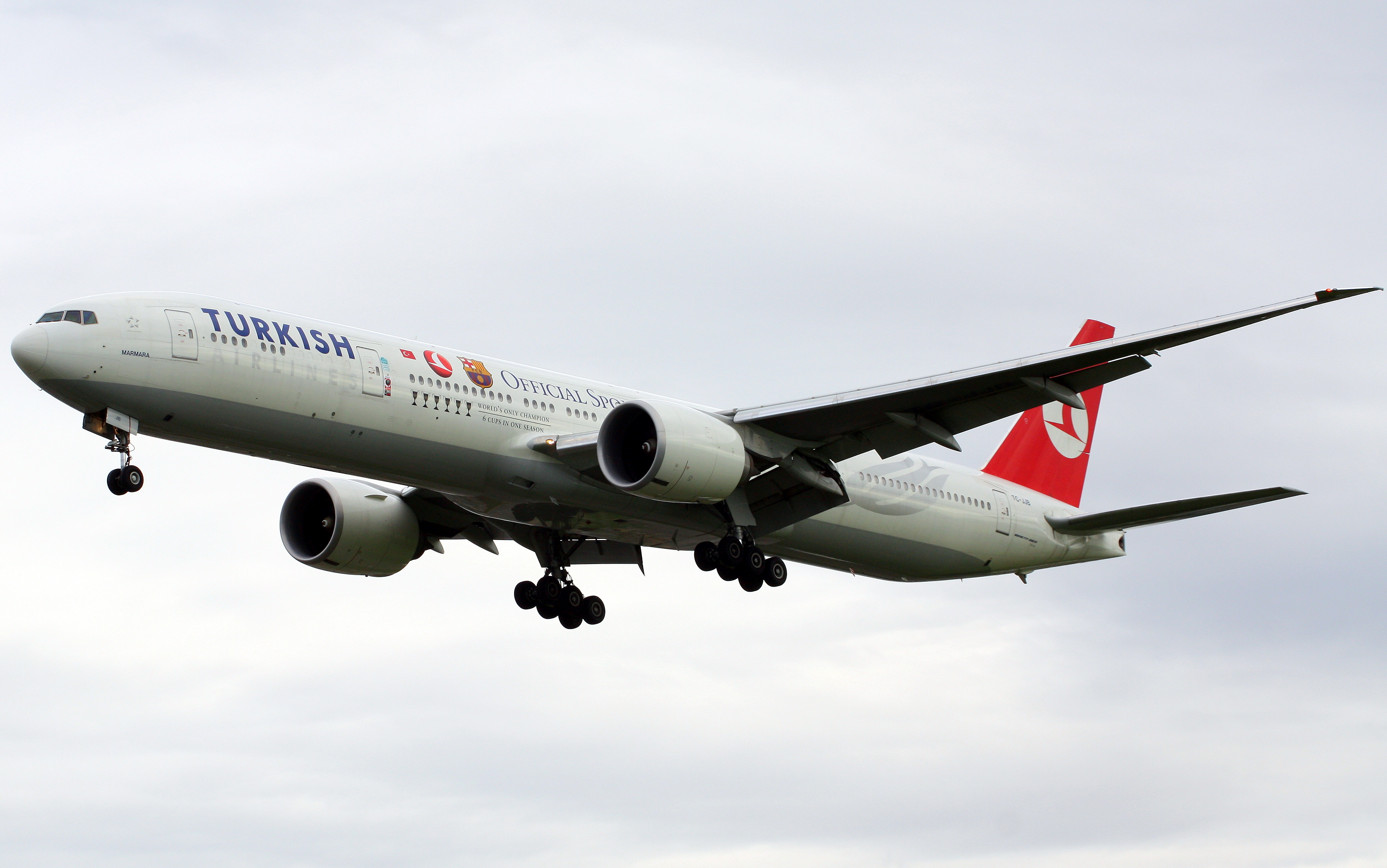
الخطوط الجوية التركية إحدى أسرع الشركات تطورا في العالم، والتي وقعت عقدا ترويجيا لها مع نادي برشلونة.

بلغ عدد المطارات في تركيا 117 مطار عام 2007. بلغ عدد المطارات مع مدارج مُعبدة 90 مطار، أما عدد المطارات مع مدارج غير مُعبدة كان 27 مطار.
الخطوط الجوية التركية (بالتركية: Türk Hava Yolları)‏ هي شركة طيران وطنية تركية، يقع المقر الرئيسي للشركة في إسطنبول أكبر المدن التركية، وتتخذ من مطار أتاتورك الدولي مركزاً لعملياتها، تقدم الخطوط التركية خدماتها لأكثر من 150 وجهة في أوروبا، آسيا، أفريقيا وأمريكا الشمالية، وتعد الخطوط التركية عضواً في تحالف ستار العالمي.